# SNCF TGV 아틀랑티크
SNCF TGV 아틀랑티크(프랑스어: TGV Atlantique)는 프랑스 SNCF에서 사용하는 고속열차이다. 알스톰에서 1988년부터 1992년까지 제작하였다. TGV 쉬드-에스트에 이은 2세대 TGV 열차이다. 이전 차량에 비해서 2량 더 길어졌고, 은색과 파란색으로 도색되었다. 차량 번호는 TGV 24000번부터 부여된다.
1989년 LGV 아틀랑티크를 개통하면서 복전압 301-405편성(총 105편성)이 영업을 시작하였다. 편성 길이는 237.5m, 너비는 2.9m이다. 편성 중량은 444톤이며, 두 동력차와 열 개의 객차로 총 수송 인원은 485명이다. 최고 속도는 시속 300km이며, 교류 25kV 전원에서 전동기 출력은 8800 kW이다.

## 운행 구간
파리 몽파르나스 역 서쪽으로 주로 운행한다. TVM430이 장착된 386~405편성은 파리 북동부로도 운행할 수 있다.
2004년 12월까지 일부 차량이 TGV 방데(Vendée) 서비스에 사용되었다. 당시 낭트-상트 선이 전철화되지 않았지만, 이 노선이 통과하는 지역에서 낭트와 연결되는 직통 열차를 요구하였다. 이 서비스를 위해서 CC 72000 디젤 기관차 일부가 TGV 아틀랑티크를 견인할 수 있도록 개조되었다. 두 종류의 철도 차량을 이용하기 위한 비용이 비싸서 중단되었다. 2008년 낭트-상트 선이 전철화된 이후 TGV 차량이 바로 진입할 수 있다.

## 편성
- 301, 302편성: 시제차의 일부로 다른 차량과는 다른 도색을 사용하였다.
- 325편성: 1990년 5월 18일 시속 515.3km 속도 기록을 내는 데 성공하였다. 이 기록은 2007년 4월 3일 TGV POS 4402편성이 시속 574.8km를 낼 때까지 최고 기록이었다.
- 372~379편성: CC 72000 디젤 기관차가 견인하는 TGV 방데 서비스에 사용되었다. 현재는 디젤 기관차가 견인하지 않는다.
- 386~405편성: TVM430으로 개조되었다.
- 예비 동력차 24211호가 있다.

### 325편성
325편성은 1990년 새로운 고속 신선이 개통되기 전 TGV 속도 기록을 내기 위해서 일부 개조되었다. 향상된 공기 역학, 커진 바퀴, 브레이크 등을 통하여 최고 속도 시속 500km를 내는 데 성공하였다. 속도 기록 당시 편성은 두 동력차와 세 객차로, 총 중량 250톤이다. 연접 대차를 사용하기 때문에 최소한 세 객차를 연결해야 한다.

## 같이 보기
- TGV